# Myndus eboricola
Myndus eboricola är en insektsart som beskrevs av Van Stalle 1984. Myndus eboricola ingår i släktet Myndus och familjen kilstritar. Inga underarter finns listade i Catalogue of Life.